# Gabriel Zubeir Wako
Gabriel Zubeir Wako (Mboro, 27. veljače 1941.) je sudanski katolički prelat koji je služio kao nadbiskup Khartouma od 1979. do 2016. godine.
Kardinal Zubeir Wako izbjegao je pokušaj atentata pripadnika pretežno muslimanskog plemena Messiria kada je slavio nedjeljnu misu 10. listopada 2010. godine. Umirovljen je 10. prosinca 2016., a naslijedio ga je nadbiskup koadjutor Michael Didi Adgum Mangoria.